# Herzberg am Harz
Herzberg am Harz (- die Esperanto-stadt/La Esperanto-urbo) is een plaats in de Duitse deelstaat Nedersaksen, gelegen in de Landkreis Göttingen. De gemeente maakte tot 1 november 2016 deel uit van de Landkreis Osterode am Harz. De stad telde 12.783 inwoners op 31 december 2023.
De gemeente omvat naast de stad de dorpen Lonau, Pöhlde met Rhumasprong, Scharzfeld en Sieber. De stad ligt aan de spoorlijn Northeim - Nordhausen.

## Esperanto
Sinds 11 juli 2006 is de officiële naam van de stad Herzberg am Harz - die Esperanto-Stadt/La Esperanto-urbo. De gemeenteraad van Herzberg heeft voorgesteld dat de naam Herzberg aangevuld zou worden met 'de Esperanto-stad'. Dit voorstel werd aangenomen.
In Herzberg zijn al meer dan 30 jaar Esperantisten actief. Er worden al jarenlang met succes cursussen georganiseerd. In de komende jaren zal veel werk verzet worden om dit succes verder uit te werken.
De stad zal op allerlei manieren het gebruik van de neutrale taal Esperanto ondersteunen.
- Esperanto wordt gebruikt in de contacten tussen Herzberg en Góra en tevens zal in het kader van deze uitwisseling Esperanto officieel ondersteund worden.
- Op het officiële briefpapier van Herzberg wordt vermeld: Herzberg – de Esperanto-stad.
- Een (deeltijdse) ambtenaar zorgt voor Esperanto-betrekkingen (mee-organiseren van bijeenkomsten, uitdelen van Esperanto-affiches, aankondigingen van programma’s etc).
- Er zijn gemeentelijke aanwijzingsbordjes geplaatst die de weg wijzen naar het Esperanto-centrum.
- De stad geeft subsidies voor gebruik van ruimten voor Esperanto-cursussen, conferenties, vergaderingen en concerten.
- Er is een Esperanto-archief in het oude stadhuis gekomen.

## Externe links

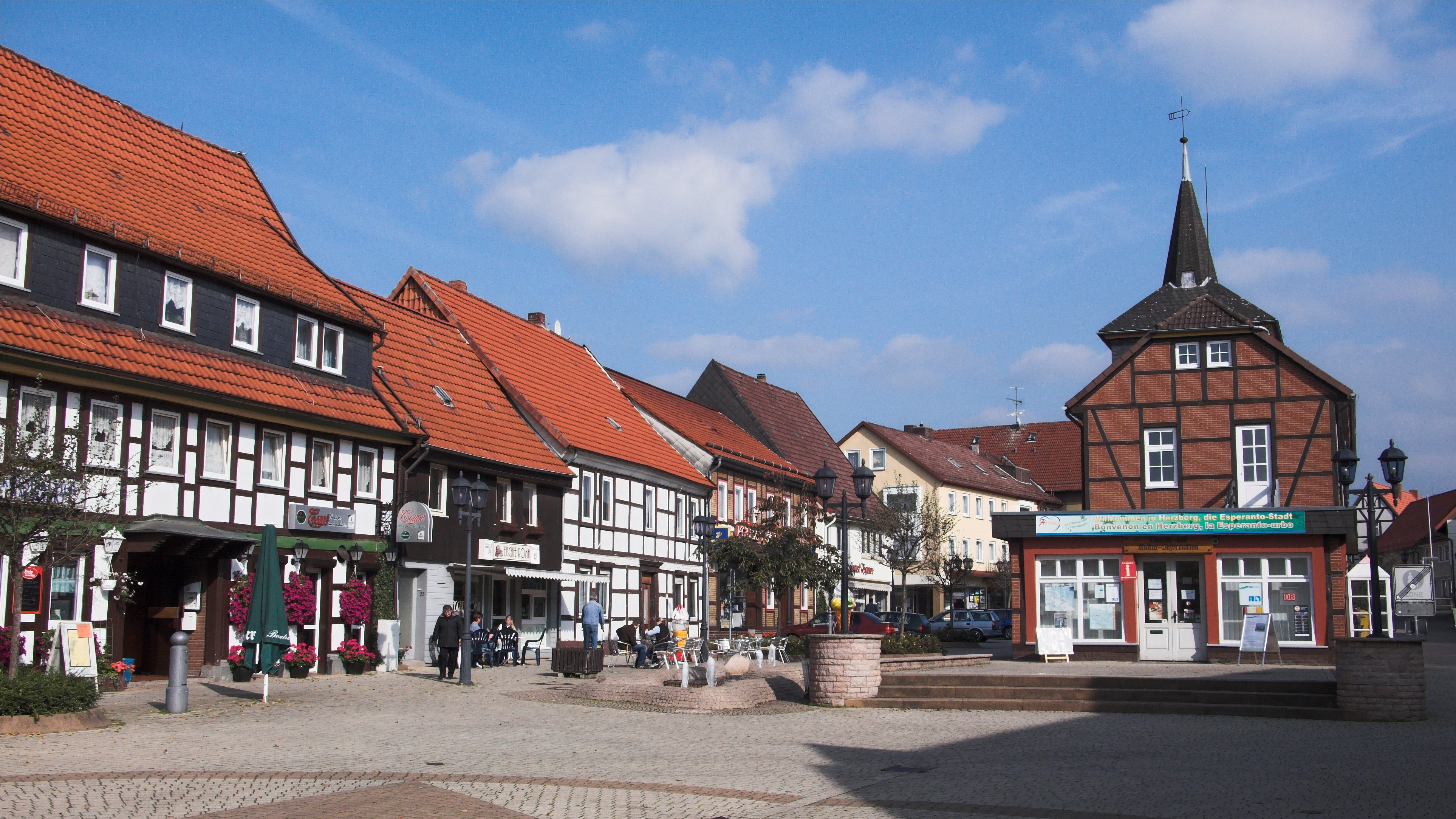
Marktplein van Herzberg